# Maggie Cogger-Orr
Maggie Cogger-Orr, née le 23 décembre 1991 en Ontario (Canada), est une arbitre internationale canadienne de rugby à XV et de rugby à sept, affiliée à la fédération néo-zélandaise.

## Biographie
Canadienne d'un père écossais passionné de rugby, Maggie Cogger-Orr commence par jouer au football canadien à Ottawa, jusqu'à ce qu'à l'âge de 12 ans la joueuse de rugby (et plus tard arbitre) Jen Boyd lui suggère d'essayer de pratiquer sa discipline.
Elle intègre l'équipe de rugby à XV de l'Université McMaster à Hamilton et est sélectionnée pour l'équipe canadienne des moins de vingt ans. Faute d'être retenue en équipe nationale senior elle s'oriente vers une carrière d'arbitre. En 2015, elle déménage à Auckland, en Nouvelle-Zélande, où elle se prépare à une carrière dans l'enseignement tout en jouant pour l'université de Canterbury.
En 2017, elle arbitre ses premiers matchs en Farah Palmer Cup,.
À trente ans, en 2022, elle devient arbitre internationale et dirige son premier match en Europe, à Cardiff dans une rencontre du Tournoi des Six Nations féminin qui oppose le pays de Galles et la France. La même année, elle arbitre le match d'ouverture de la Coupe du monde féminine, entre la France et l'Afrique du Sud.
En plus du niveau international, elle arbitre des matchs masculins en National Provincial Championship et en Heartland Championship.